# Ловац Крејвен (филм)
Ловац Крејвен (енгл. Kraven the Hunter) је амерички суперхеројски филм из 2024. године, заснован на истоименом Марвеловом стрипу, продуцентске куће Columbia Pictures у сарадњи са компанијом Marvel Entertainment. Ово је шести и последњи филм Сонијевог Спајдермен универзума. Филм је режирао Џеј Си Шандор, према сценарију који су написали Арт Маркум, Мет Холовеј и Ричард Венк, док насловну улогу тумачи Арон Тејлор Џонсон. Споредне улогу у филму имају Аријана Дебоз, Фред Хехингер, Алесандро Нивола, Кристофер Абот и Расел Кроу. Филм истражује Крејвенов сложен однос са његовим оцем и његов пут ка томе да постане најбољи ловац на свету.
Лик Ловца Крејвена је разматран за појављивање на филму неколико пута пре него што се Sony Pictures 2017. заинтересовао за самостални филм, као део њиховог новог заједничког универзума. Венк је ангажован као сценариста у августу 2018, а Маркум и Холовеј су се придружили касније. Шандор је ушао у преговоре за режију у августу 2020, а потврђен је у мају 2021. када је за главну улогу изабран Тејлор Џонсон. Даљи кастинг је одржан почетком 2022, пре него што је снимање почело крајем марта у Лондону.
Филм је биоскопски објављен 13. децембра 2024. године. Наишао је на углавном негативне реакције критичара, који су нарочито критиковали причу, сценарио и визуелне ефекте, премда су неки похвалили акционе сцене и глуму. Био је номинован за три награде Златна малина.

## Радња
Након смрти своје мајке, Сергеја Кравинофа и његовог полубрата Дмитрија њихов отац Николај припремани да преузму његове операције са дрогом. Током лова у Гани, Сергеј бива повређен штитећи свог брата од лава. Девојка по имену Калипсо лечи га серумом и позива помоћ, остављајући му тарот карту. Сергеј брзо открива да су његови физичке способности постали животињске. Када му Николај открије да је убио лава како би научио своје синове лекцију, Сергеј, згрожен, одлази у уточиште које је припадало његовој мајци у Русији.
Шеснаест година касније, Сергеј, сада познат као Крејвен, постао је осветник који лови криминалце. Након што убије трговца оружјем у руском затвору, Крејвен путује у Лондон на Дмитријев рођендан. Њихово поновно окупљање кратко траје када плаћеници отму Дмитрија. Када Николај одбије да плати откуп, Крејвен проналази Калипсо, која сада ради као адвокат, и убеђује је да му помогне. У међувремену, Дмитриј упознаје човека који стоји иза његовог отмице, Алексеја Сицевича, који је учествовао у експерименту који му је дао снагу и изглед носорога. Алексеј предлаже савез за свргавање Николаја. Откривши Крејвенову везу са Дмитријем, Алексеј га намамљује у манастир у Турској, али Крејвен преживљава заседу. Алексеј ангажује Странца, убицу који користи хипнозу да дезоријентише своје мете, да убије Крејвена.
Пратећи Крејвена и Калипсо до његовог уточишта, Алексеј и Странац га нападају. Опојивши га неуротоксином, Странац напада Крејвена, али Калипсо га убија са луком и стрелом и оживљава Крејвена. Он потом користи стампедо бизона да ухвати Алексеја, који, иако се претворио у Носорога и кратко надвладао Крејвена, бива убијен. Откривши да је Николај био тај који је открио његово постојање Алексеју, Крејвен прати свог оца и тражи одговоре; Николај открива да је знао да Алексеј циља њега и манипулисао је својим синовима да би га уклонио. Крејвен краде муницију из очеве пушке и пушта да га убије медвед.
Годину дана касније, Крејвен посећује Дмитрија и шокиран је када сазна да је он добровољно наследио очево криминално царство. Стекавши способности обликовања тела од стране истог доктора који је експериментисао на Алексеју, Дмитриј говори Крејвену да су, без обзира на његове тврдње да је морално супериорнији, он и Николај исти: обојица су ловци који траже свој следећи велики трофеј. Код куће, Крејвен открива белешку од Николаја уз прслук направљен од коже убијеног лава из давне прошлости, који потом облачи.

## Улоге
| Глумац                   | Улога                           |
| ------------------------ | ------------------------------- |
| Арон Тејлор Џонсон       | Сергеј Кравинов / Ловац Крејвен |
| Леви Милер (млад)        | Сергеј Кравинов / Ловац Крејвен |
| Аријана Дебоз            | Калипсо Езили                   |
| Дајана Бабникова (млада) | Калипсо Езили                   |
| Фред Хехингер            | Дмитриј Кравинов / Камелеон     |
| Били Барат (млад)        | Дмитриј Кравинов / Камелеон     |
| Алесандро Нивола         | Алексеј Сицевич / Носорог       |
| Кристофер Абот           | Странац                         |
| Расел Кроу               | Николај Кравинов                |